# Linggar Galing
Linggar Galing is een bestuurslaag in het regentschap Bengkulu Tengah van de provincie Bengkulu, Indonesië. Linggar Galing telt 927 inwoners (volkstelling 2010).